# Guillaume Ruzé
Pour les autres membres de la famille, voir Famille Ruzé.
Guillaume Ruzé ( - 28 septembre 1587 à Paris en France) a été évêque de Saint-Malo (1570 - 1572) et évêque d'Angers (1572 - 1587).

## Biographie
Il est le frère de Martin Ruzé de Beaulieu (Secrétaire d'État de la Maison du roi ou Secrétaire du roi) sous Henri III, Henri IV et Louis XIII). Ils avaient pour père Guillaume IV Ruzé (Seigneur de Beaulieu et Receveur Général des Finances de Touraine) et pour mère Marie Tostu et pour grands-parents, Guillaume III Ruzé, conseiller au parlement et son épouse Catherine Briçonnet. De ce fait, sa famille comptait ainsi déjà trois évêques de Saint-Malo.
Il commence sa carrière comme enseignant au Collège de Navarre et devient le conseiller et le confesseur des rois Henri II Charles IX et Henri III. En 1570, il accompagne Charles IX lors de sa visite à Saint-Malo : c'est le seul séjour  qu'il fait dans sa cité épiscopale. Jamais consacré, il se démet en faveur de François Thomé en se réservant une pension de 5.000 livres à prélever sur les revenus du diocèse. 
Il est nommé évêque d'Angers le 4 juillet 1572 de nouveau par Charles IX. Il succède à l'évêque Gabriel Bouvery. Il enseigne la rhétorique et la philosophie et devient le précepteur de Henri de Montpensier, fils unique de François de Montpensier et meurt à Paris le 28 septembre 1587 où il est inhumé dans l'enfeu familial de l'église Saint Paul. Son cœur a été déposé dans  la Cathédrale Saint-Maurice d'Angers.

## Source
- François Tuloup Saint-Malo. Histoire Religieuse Éditions Klincksieck Paris 1975 p. 58.